# حصار ياسر عرفات
حصار ياسر عرفات أو حصار مقر الرئاسة الفلسطينية هو حصار فرضه الجيش الإسرائيلي على الرئيس الفلسطيني السابق ياسر عرفات في فترة الانتفاضة الثانية استمر الحصار لمدة 3 سنوات.

## ميزان القوى
من ناحية قوات الحرس الرئاسي الفلسطيني: كان يوجد 4000 جندي مسلحين بـ (بنادق كلاشنكوف) و50 مدرعة من نوع بي أر دي إم-2، أما الجيش الإسرائيلي: حشد 20,000 جندي معهم 500 دبابة ميركافا و50 طائرة مقاتلة و80 جرافة D9.[بحاجة لمصدر]

## الأحداث
اقتحمت القوات الإسرائيلية المقر الرئاسي ودار قتال عنيف بين الحرس الرئاسي والجيش الإسرائيلي ودام الحصار لمدة 3 سنوات وأثناء الحصار تدهورت صحة ياسر عرفات كليا مما أدى إلى خروجه من المقاطعة والذهاب إلى فرنسا لتلقي العلاج. وعدد شهداء الفلسطينيين : 148 شهيد و 400 جريح. أما عدد قتلى الإسرائيليين: 30 قتيل و 127 جريح.[بحاجة لمصدر]

## ردود الفعل
لقي الحصار على المقاطعة استنكار عربي وأوروبي واسع وخصوصا بعد وفاة الرئيس ياسر عرفات، وأدانته كل الدول العربية وبعض الدول الأوروبية، واتهمت الدول العربية إسرائيل بأنها سبب وفاة عرفات لأنها لم تسمح له بمغادرة المقاطعة إلا بعدما تدهورت صحته كليا.[بحاجة لمصدر]